# آیاکو کیتاموتو
آیاکو کیتاموتو (انگلیسی: Ayako Kitamoto؛ زادهٔ ۲۲ ژوئن ۱۹۸۳) بازیکن فوتبال اهل ژاپن است.
وی همچنین در تیم‌های ملی فوتبال زیر ۲۰ سال ژاپن زنان ژاپن بازی کرده‌است.